# Црна лепотица (албум)
Црна лепотица је пети студијски албум Братислава Бате Здравковића, који је издат 2003. године за издавачку кућу Grand Production на у и аудио-касети.

## Списак песама
| №   | Назив                 | Трајање |  |
| 1.  | Црна лепотица         |         |  |
| 2.  | Ех да имам ја         |         |  |
| 3.  | Јана                  |         |  |
| 4.  | Конобар донеси        |         |  |
| 5.  | Све године            |         |  |
| 6.  | Не стављај на рану со |         |  |
| 7.  | Коцкар сам у души     |         |  |
| 8.  | Није могуће           |         |  |
| 9.  | Туго моја једина      |         |  |
| 10. | Не шапући мајко       |         |  |